# Semanário Desportivo de Macau
O Semanário Desportivo de Macau (chinês: 體育週報; em inglês:  Macau Sports Weekly) é um jornal semanal sobre desportos da Região Administrativa Especial de Macau da República Popular da China, foi fundado em 1980, durante a administração portuguesa. Seu atual diretor é Fong Nim Seong (方念湘). Organiza junto ao Instituto do Desporto, a Eleição dos Atletas Excecionais de Macau desde 2007.